# Ford F-Series
F-Series — серия полноразмерных пикапов, выпускаемых Ford Motor Company более семидесяти лет. Первый пикап Ford F-серии — одна из самых успешных моделей в истории компании Ford.
К настоящему времени выпущено уже 13 поколений. С 1999 года F-250 и более тяжёлые модели выделены в отдельную серию Ford Super Duty.

## Первые пикапы

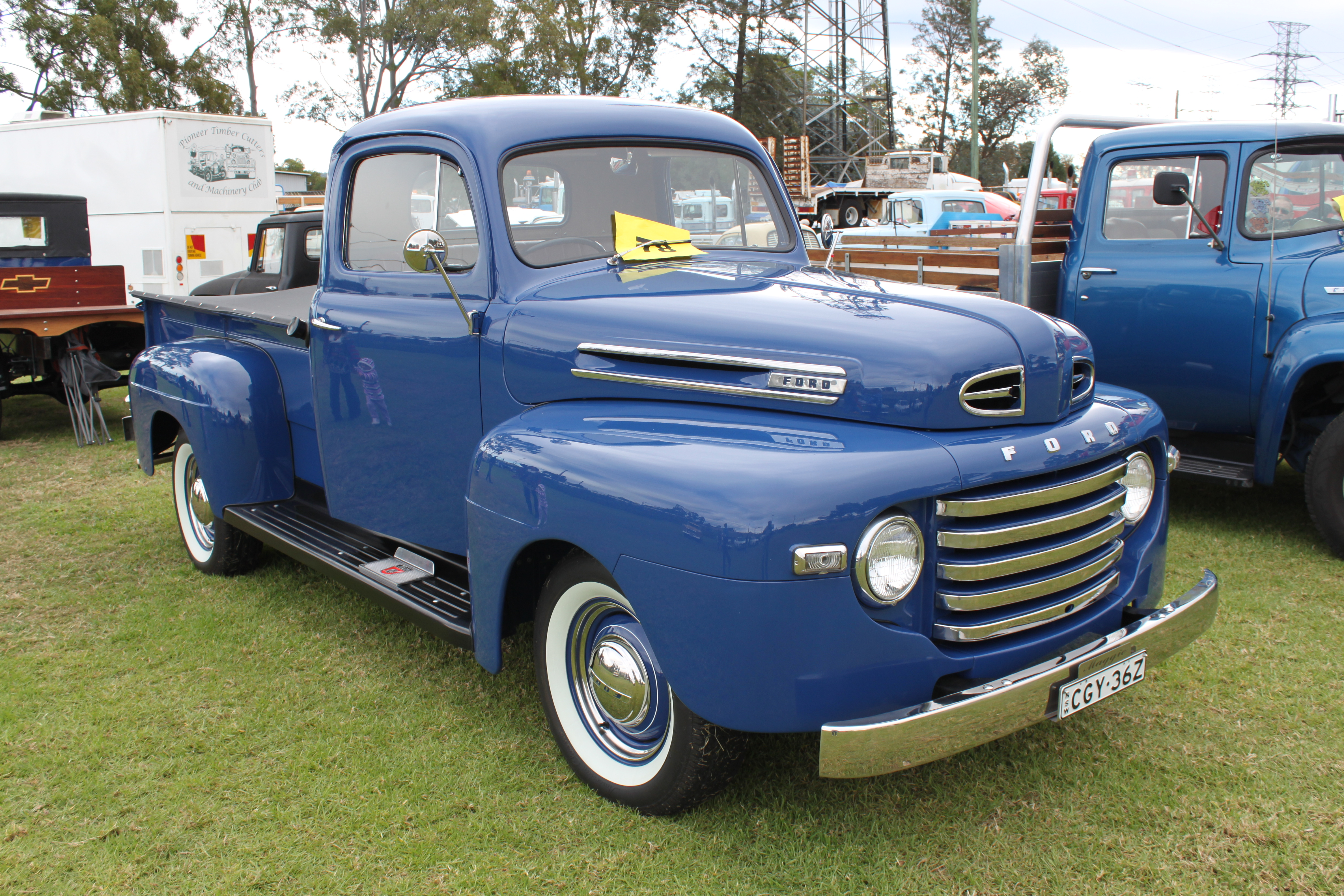
Ford F-Series первых лет выпуска

Первый «F-Series Truck» — более известный как «Ford Bonus-Built» был представлен в 1948 году. На тот период пикап серии F имел современный дизайн с цельным лобовым стеклом и интегрированными фарами. Опционально для этой серии были доступны плунжерный стеклоомыватель, солнцезащитный козырёк, освещение салона. Для грузовичка была также доступна опция по обвесу дополнительным хромом с двумя хромированными рогами на бампере. В Канаде F-серия продавалась под маркой «Mercury».

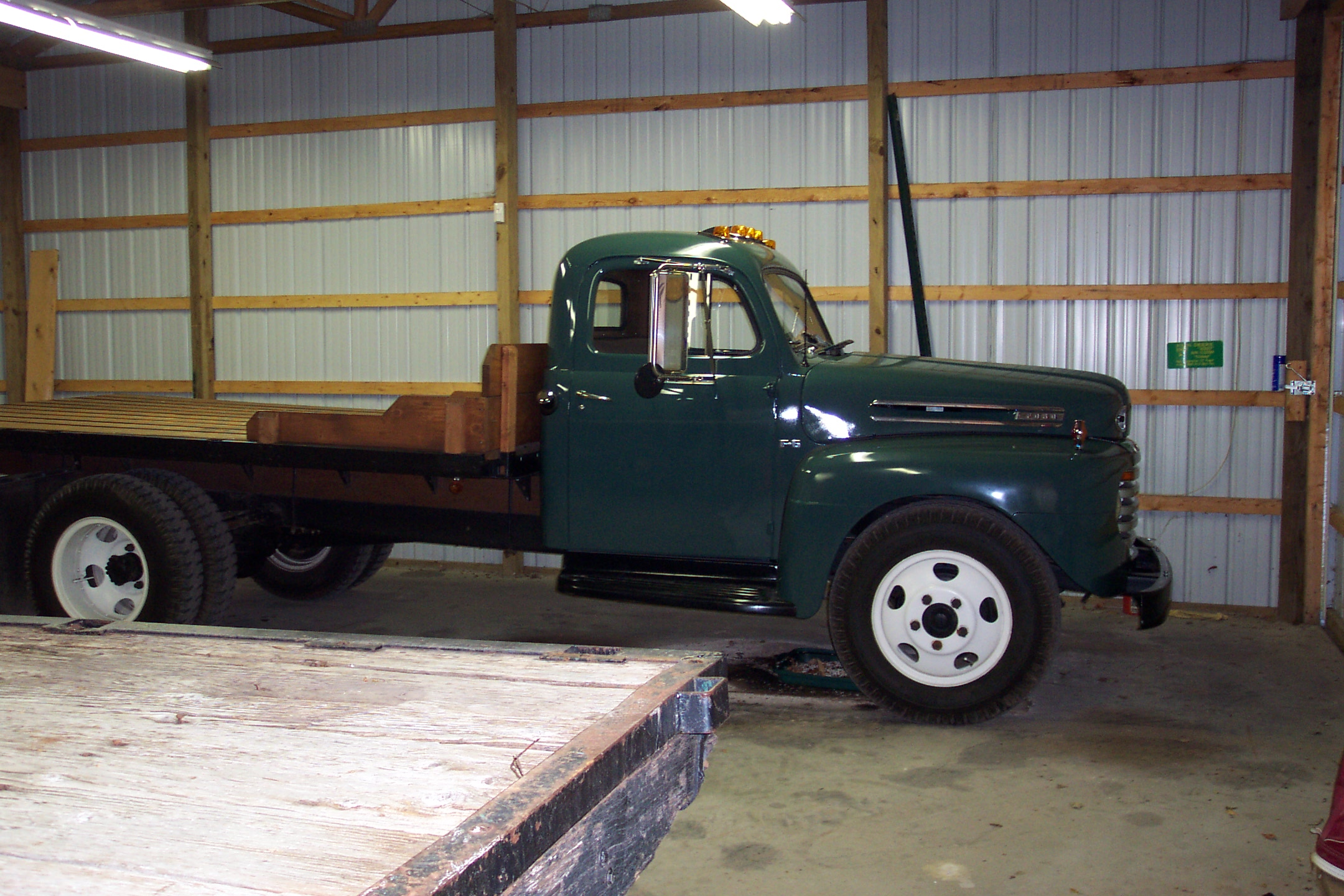
Ford F6 1950 года

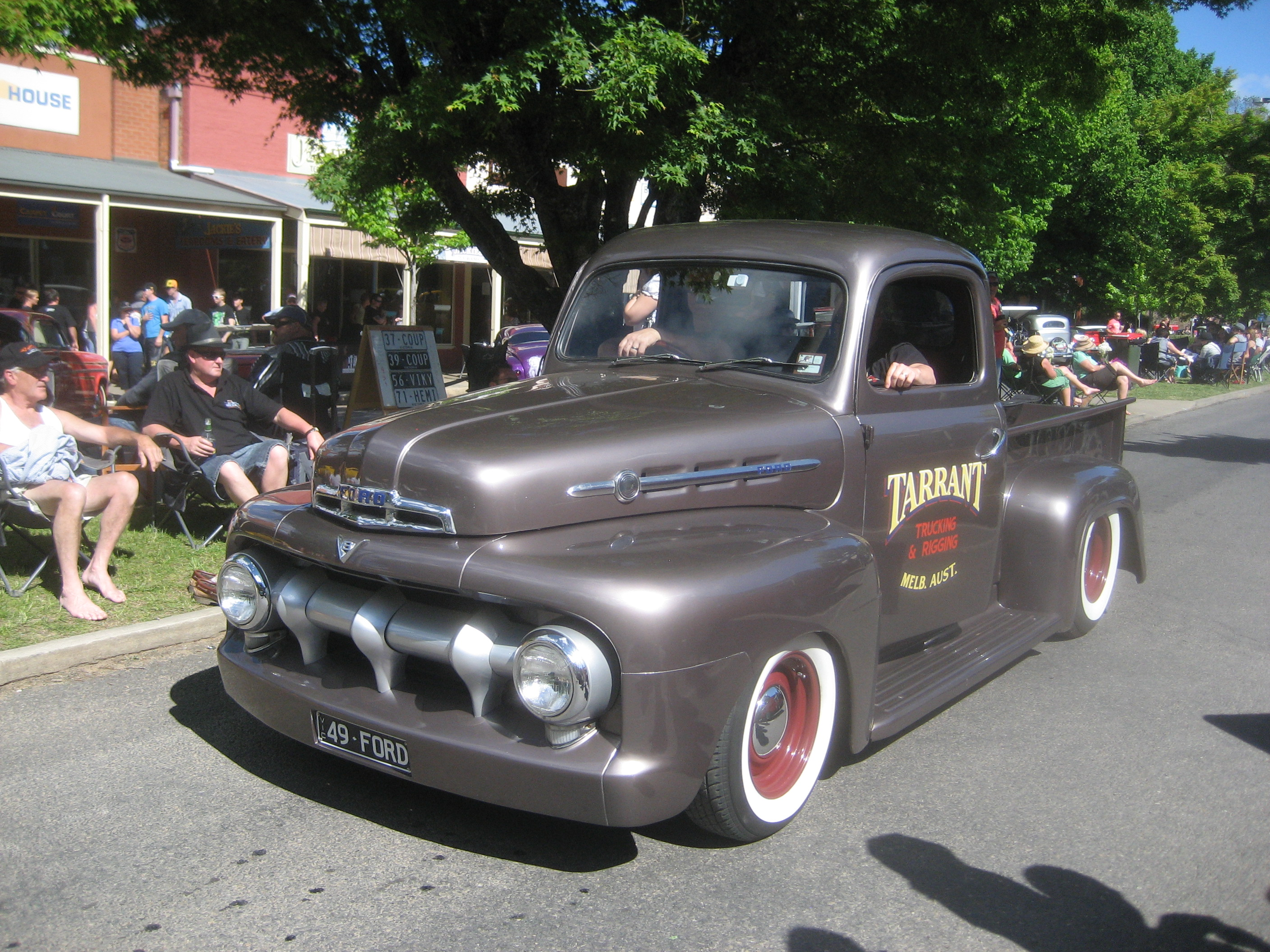
1951 Ford F-Series после модернизации

Дизайн серии F оставался без серьёзных изменений с 1948 по 1952 год. В 1948—1950 годах радиаторная решётка состояла из горизонтальных полос, а фары были установлены на крыльях. В 1951 году были внесены небольшие косметические изменения, фары были вписаны в единую группу с радиаторной решёткой в виде балки на трёх опорах. На более поздних выпусках были более широкие задние окна и был переработан дизайн приборной панели.
Выпуск F-серии был размещён на шестнадцати разных заводах Форда. В серийном номере указаны модель двигателя, год выпуска и место сборки.
Модели:
- F-1 — грузоподъёмность 1/2 тонны
- F-2 — грузоподъёмность 3/4 тонны
- F-3 Heavy Duty — грузоподъёмность 3/4 тонны
- F-3 Parcel Delivery
- F-4 — грузоподъёмность 1 тонна (опция — 1,25 тонны)
- F-5 — грузоподъёмность 1,5 тонн: грузовик, школьный автобус и грузовик с кабиной над двигателем
- F-6 — грузоподъёмность 2 тонны: грузовик, школьный автобус и грузовик с кабиной над двигателем
- F-7 -
- F-8 -

Двигатели:
| двигатель                        | годы                | использование |
| -------------------------------- | ------------------- | ------------- |
| 226 CID Ford Flathead-6          | 1948-1951           | с F-1 по F-6  |
| 239 CID Ford Flathead V8         | 1948-1952           | с F-1 по F-6  |
| 254 CID Ford Flathead-6          | 1948-1951           | только F-6    |
| 337 CID Ford Flathead V8         | 1948-1951 F-7 и F-8 |               |
| 215 CID Ford OHV Straight-6      | 1952-1953           |               |
| 279 CID Y-block (EAL)            | 1952-1955           | только F-7    |
| 317 CID Lincoln Y-block V8 (EAM) | 1952-1955           | только F-8    |

Трансмиссии:
- 3-ступенчатая light duty, только F-1
- 3-ступенчатая heavy duty, с F-1 по F-5
- 4-ступенчатая spur gear, с F-1 по F-6
- 4-ступенчатая Synchro-Silent, с F-4 по F-6
- 5-ступенчатая с овердрайвом, F-7 и F-8
- 5-ступенчатая без овердрайва, F-7 и F-8

## Второе поколение

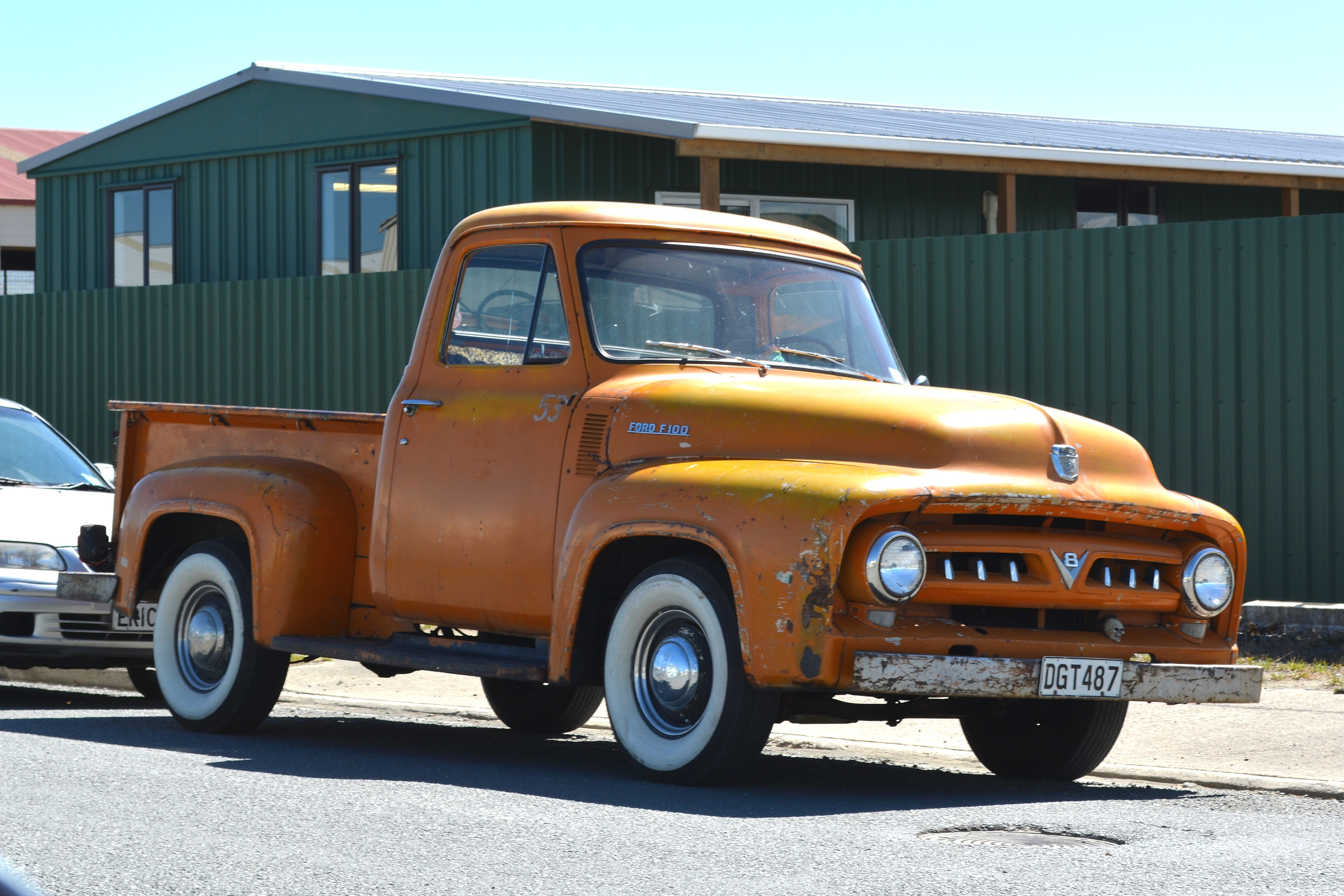
Ford F-Series 1953

Новое поколение F-серии было выпущено в 1953 году. Модель была полностью переработана. Так же было пересмотрено индексирование моделей, впервые были озвучены дошедшие до нас F-100, F-250 и F-350. Интерьер салона так же был обновлён. С 13 марта 1953 в качестве опции устанавливается автоматическая коробка передач «Ford-O-Matic». В 1954 году на F — серию начали устанавливать новый двигатель V-8. В качестве опции предлагался усилитель рулевого управления.
В 1956 году дизайн кабины несколько изменился — лобовое стекло стало панорамным, с заходом на боковины.
Модели:

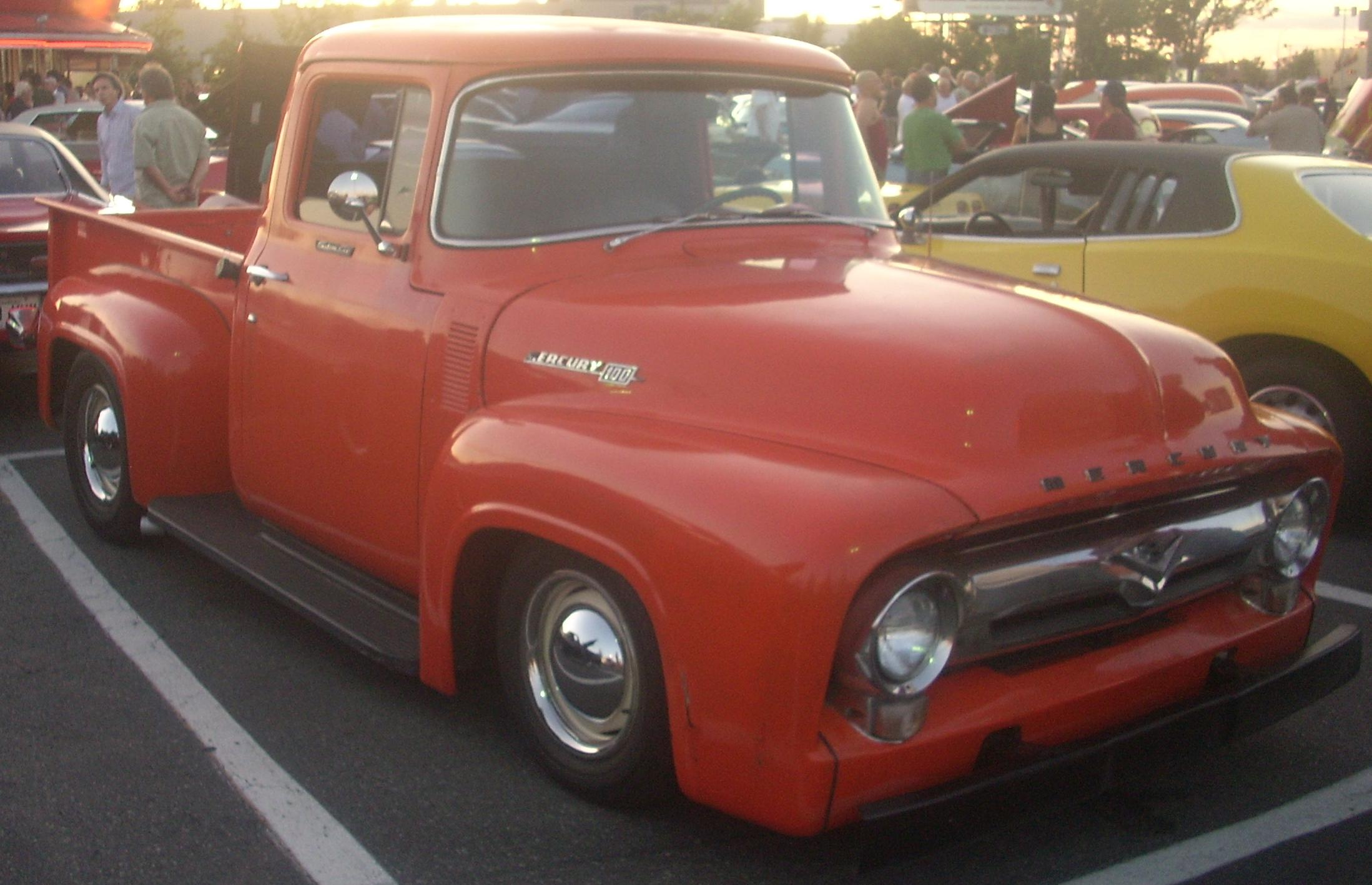
Ford Mercury Pickup с кабиной образца 1956 года

- F-100 — грузоподъёмность 1/2 тонны
- F-110 — грузоподъёмность 1/2 тонны
- F-250 — грузоподъёмность 3/4 тонны
- F-260 — грузоподъёмность 3/4 тонны
- F-350 — грузоподъёмность 1 тонна
- F-360 — грузоподъёмность 1 тонна

## Третье поколение

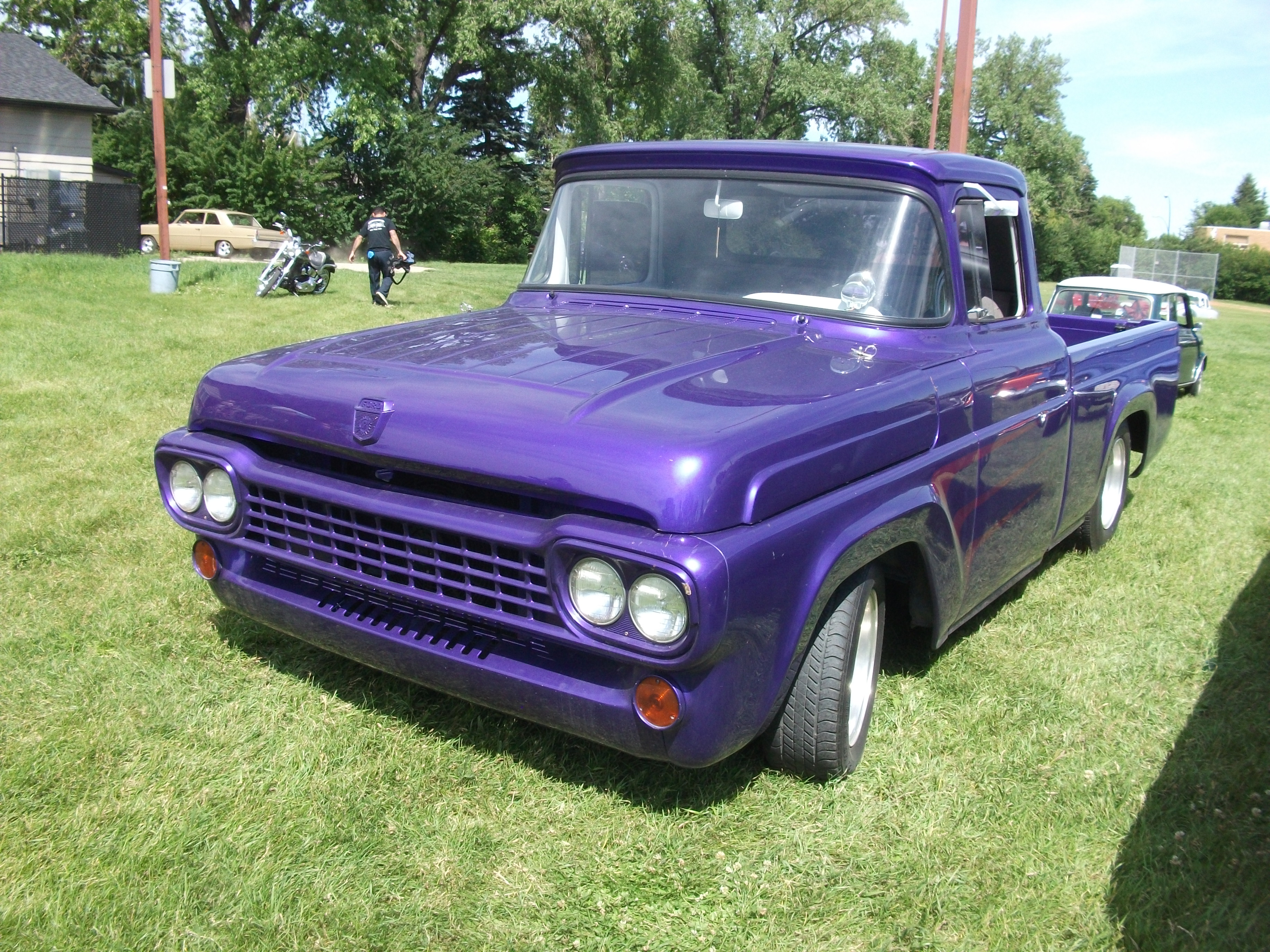
Ford F-Series 1958

В 1957 году грузовик был вновь подвергнут рестайлингу. Капот теперь выполнен на одном уровне с крыльями и новой хромированной решёткой радиатора. Традиционный кузов с отдельными крыльями стал называется «Flareside», а новый, гладкий с интегрированными крыльями был назван «Styleside». Полноприводные варианты грузовиков F-серии, которые ранее производила фирма Marmon-Herrington, с 1959 года стали выпускаться Фордом серийно.

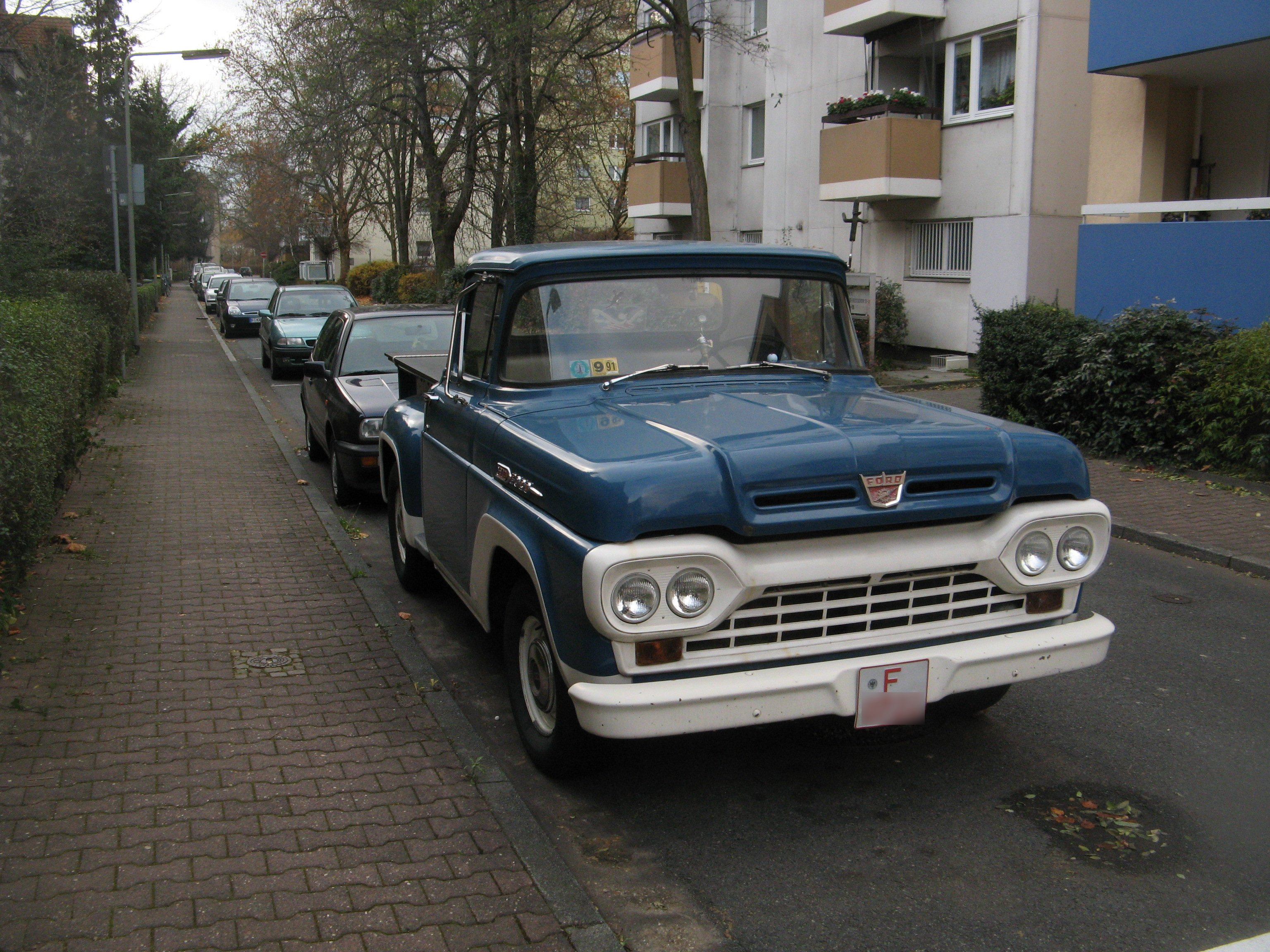
Пикап с кузовом типа «Flareside»

Третье поколение грузовиков также производилось в Бразилии как F-100, F-350 и F-600 в период с 1962 по 1971 год. Модели:
- F-100 (F10, F11, F14): грузоподъёмность 1/2 тонны
- F-100 (F18, F19) (4X4): грузоподъёмность 1/2 тонны
- F-250 (F25, F26): грузоподъёмность 3/4 тонны
- F-250 (F28, F29) (4X4): грузоподъёмность 3/4 тонны
- F-350 (F35, F36): грузоподъёмность 1 тонна

## Четвёртое поколение

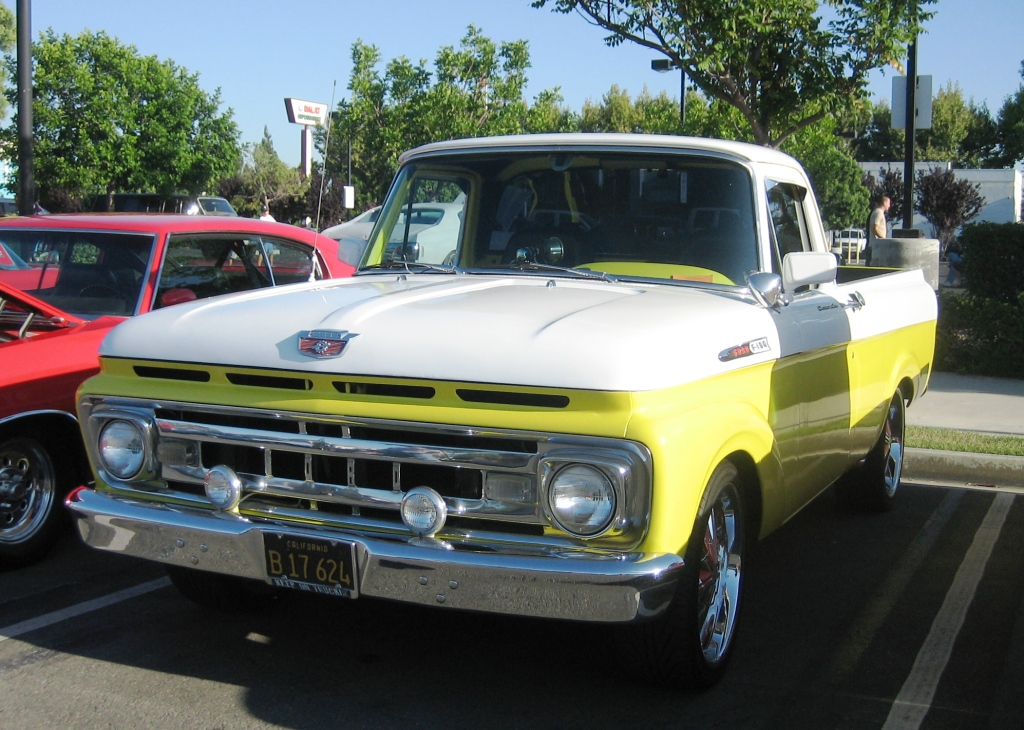
Ford F-Series 1961

В 1961 году грузовик был полностью переделан. С 1961 по 1963 год были доступны пикапы с интегрированным кузовом и кабиной, но с 1964 года были доступны только традиционные отдельные кабины и кузов. С 1965 года с двигателями мощностью свыше 200 л. с. устанавливается обновлённая трансмиссия. В 1965 году была внедрена передняя подвеска с пружинами, такие модификации пикапов в 1965 и 1966 году имели эмблему «Twin I-Beam» на переднем крыле. Четырёхдверный вариант кабины Crew Cab был также введён в 1965 году.
В 1965 году впервые представлен стайлинг-пакет для пикапов F-серии под названием «Ranger». Спустя насколько лет (в 1982 году) название «Ranger» будет использоваться для компактных грузовиков Ford в сегменте мини-пикапов, которые впоследствии стали наиболее продаваемыми компактными пикапами на американском рынке.
Модели:
- F-100 (F10, F11, F14): грузоподъёмность 1/2 тонны
- F-100 (F18, F19) (4X4): грузоподъёмность 1/2 тонны
- F-250 (F25): грузоподъёмность 3/4 тонны
- F-250 (F26) (4X4): грузоподъёмность 3/4 тонны
- F-350 (F35): грузоподъёмность 1 тонна

## Пятое поколение
В 1967 году F-серия снова обновилась — высококлассная отделка «Ranger» в дополнение к базовой и Cab комплектации. В 1968 году введены федеральные нормы для всех производителей автомобилей, которые предусматривали боковые габаритные фонари и отражатели, и Ford изменил капот. В этом же году введены большие грузовые версии двигателя Ford FE с введением рабочих объёмов 360 и 390 кубический дюймов. Также за 1968 году изменился интерьер салона.

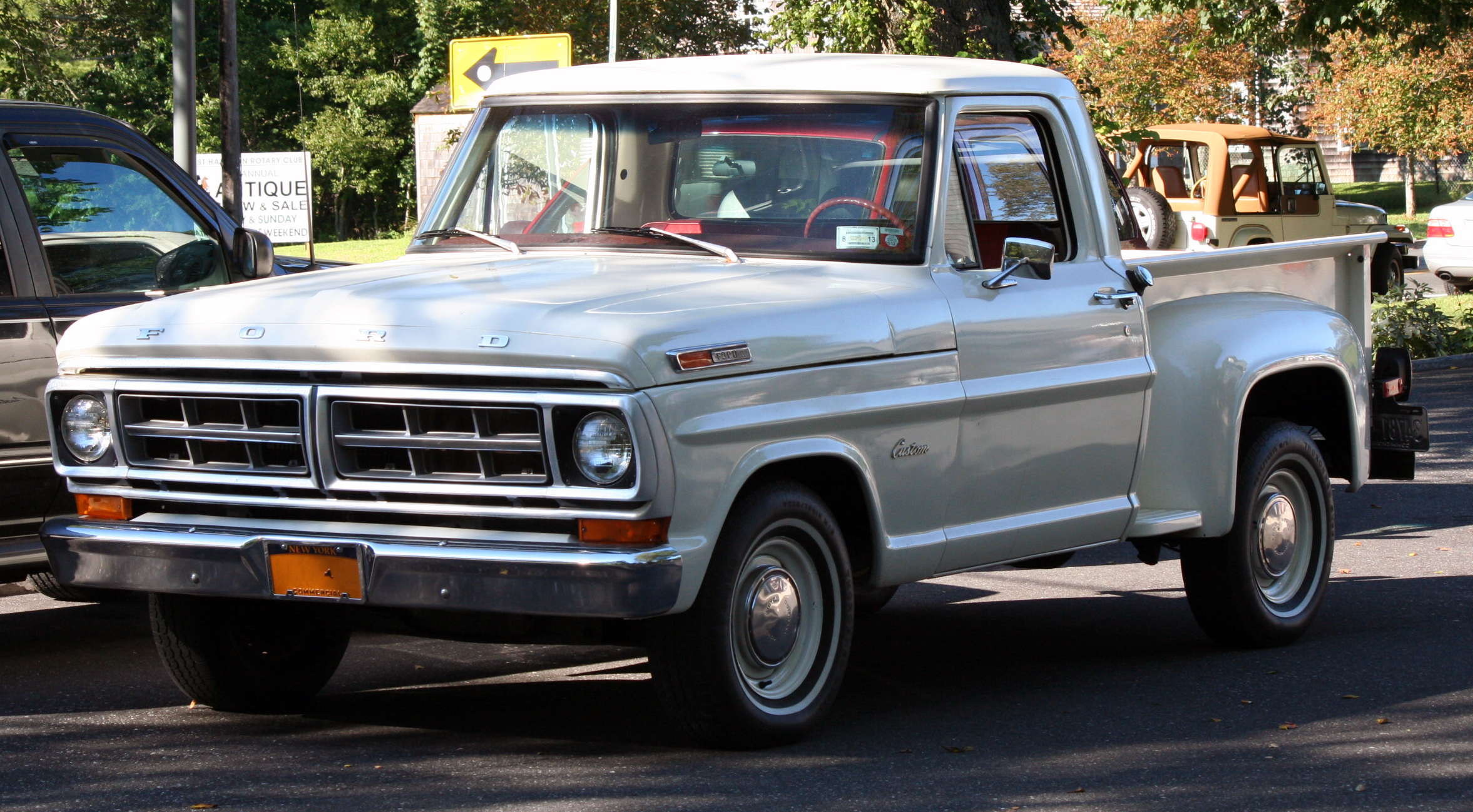
Ford F-series 1971

Пятое поколение F-Series также производились в Бразилии с 1971 года и оставались в производстве до 1992 года с небольшими изменениями. Модели:
- F-100: грузоподъёмность 1 / 2 тонны
- F-110: грузоподъёмность 1 / 2 тонны (4X4)
- F-250: грузоподъёмность 3 / 4 тонны
- F-260: грузоподъёмность 3 / 4 тонны (4X4)
- F-350: грузоподъёмность 1 тонна
- F-360: грузоподъёмность 1 тонна (4X4)

## Шестое поколение

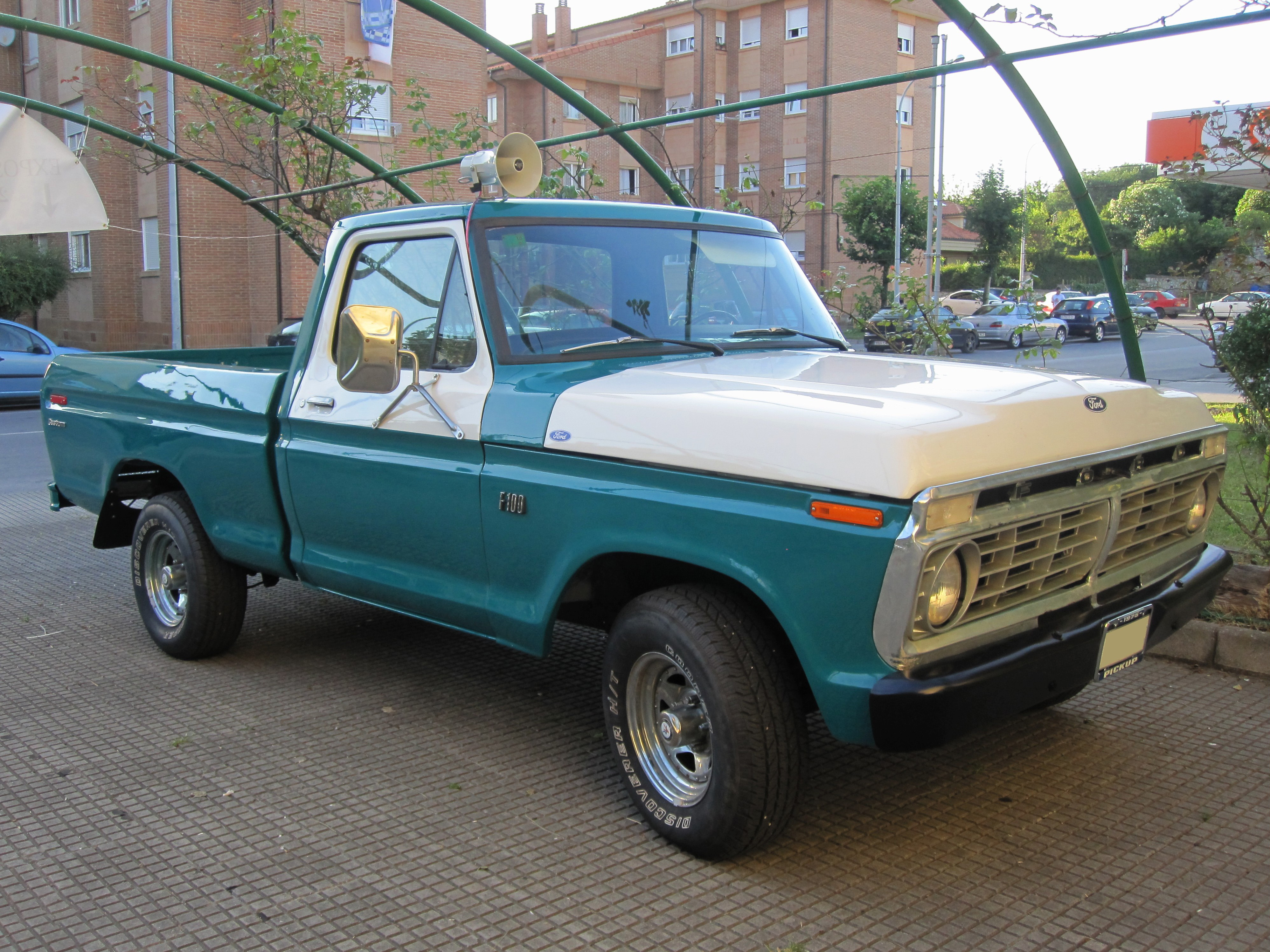
Ford F-series 1976

В 1973 году автомобиль был изменён, решётка 1973 модельного года с разделением на две части с буквами «FORD», растянутыми в верхней части решётки вместе с передними фонарями. Пикапы средней грузоподъёмности, однако, изменились не так как резко, как грузовые автомобили малой грузоподъёмности и на самом деле остались невероятно похожи на пятое поколение F-серии средней грузоподъёмности. В 1976 году эта «сплит-решетка» слегка изменилась — появились чёрные вставки вокруг фар, внешний вид в целом стал более изысканным. В 1978 году на некоторых комплектациях дизайн решётки радиатора был использован от «Рейнджера» — прямоугольные фары (у некоторых моделей с хромированной вставкой вокруг фар) и хромированные вставки решётки. Дизайн разделённой решётки был пересмотрен в пользу цельной, передние фонари разместили ниже фар. Кроме того, новые хромированные буквы «FORD» теперь размещались на капоте прямо над решёткой. В 1979 году во всех комплектациях круглые фары были заменены прямоугольными фарами.
В 1976 году F-серия стала самой продаваемым грузовым автомобилем в Америке, эту позицию они продолжают занимать с тех пор. Шестое поколение отличается прочностью панелей кузова, так как Ford стал использовать большие объёмы оцинкованного листового металла для борьбы с коррозией.

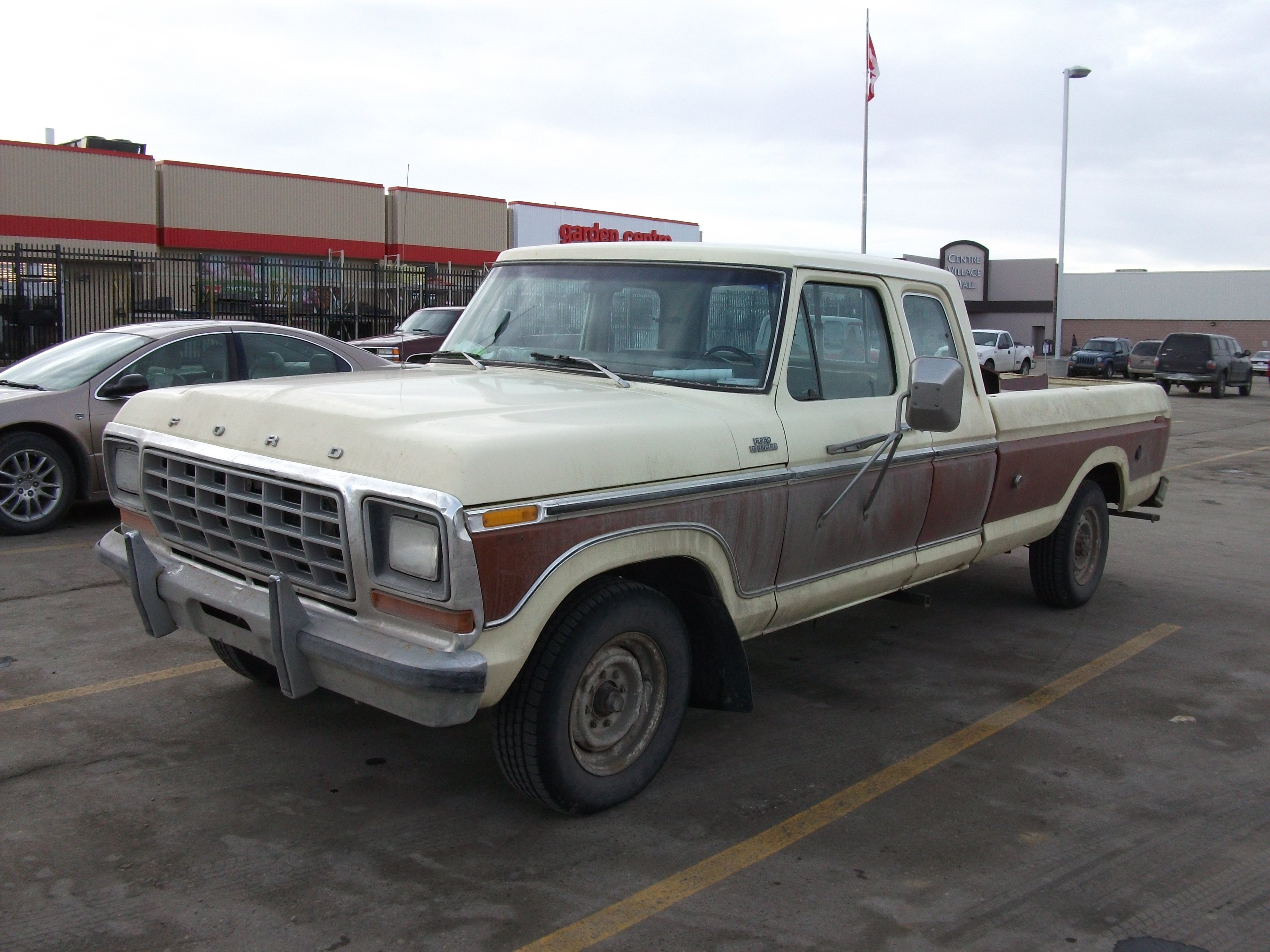
Обновление 1977 года

Начиная с 1978 года, Ford пересмотрел свой Ford Bronco, построив его на основе пикапа F-150. Бронко и в настоящее время практически совпадает с F-150. Это позволило Ford лучше конкурировать с Chevrolet Blazer, предлагая более крупные и роскошные внедорожники, в то же время минимизировав издержки производства, так как многие (особенно в сложные и дорогие) части были совместимы с грузовой F-серией.
Модели:
- F100 F101 F102 F103 F104 F105 F106 F107 F108 F109 F10N: грузоподъёмность 1/2 тонны
- F110 F111 F112 F113 : 1/2 тонны (4X4)
- F150 F151 : «heavy» 1/2 тонны
- F140 F141 F142 F143: «heavy» 1/2 тонны
- F250 F251 F252 F253 F254 F255 F256 F257 F258 F259: 3/4 тонны
- F260 F261 F262 F263 F264 F265 F266: 3/4 тонны(4X4)
- F350 F350 F351 F352 F353 F354 F355 F356 F357 F358 F359 F35P: 1 тонна
- F-360: 1 тонна (4X4)

## Седьмое поколение
Следующее крупное изменение пришло в 1980 году. Новый грузовик стал более квадратным, с резкими линиями и плоскими панелями. Ford добавил в качестве опции новую автоматическую коробку передач AOD с овердрайвом, а также независимую переднюю подвеску на заднеприводных моделях. В 1982 году надпись «FORD» была удалена с капота, а синий овальный логотип слегка обновился на новой решётке радиатора, у которой стало меньше вертикальных полос, чем в предыдущей решётке 1980—1981 годов.
Большой двигатель 460 CID V8 был исключён в 1980 году, но вернулся в 1983 году наряду с дизелем «International Harvester IDI 6,9 L V8». В 1982 году 335-, было прекращено двигателей серии «Cleveland» V8. Двигатель Ford 351M V8 был заменён на «Windsor 351», а 400-е исчезли совсем. Пятилитровые V8 перешли на впрыск топлива в 1986 году.
Новый двигатель «Essex V6» был добавлен в 1982 году, но он не особенно хорошо продавался и его производство было прекращено после 1983 года. В конце 1983 года было прекращено производство F-100 в качестве базовой модели и F-150 занял своё место в качестве базовой модели F-серии.

## Восьмое поколение
В 1987 году дизайн стал более обтекаемым и простым. Антиблокировочная система устанавливалась теперь в стандарте. Пятиступенчатая механическая коробка передач Mazda M5OD была добавлена в список опций в 1988 году, сохранив при этом «тяжёлую» четырёхступенчатую механическую T18. В 1987 году двигатели рабочим объёмом 4,9 л, 5,8 л и 7,5 л получили систему впрыска топлива, а 1988 год стал первым годом без карбюраторных двигателей в программе. В 1988 году также был заменён 6,9 л дизель V8 на 7,3 л International Harvester IDI дизель V8 (180 л. с. и 495 Н·м крутящего момента).
«F-Super Duty» модели появились в 1987 году. В основном они являлись моделью F-450 с двумя топливными баками. и со стандартным 7,5 л двигателем V8 или 7,3 л дизелем V8. Эту модель не следует путать с коммерческой линией грузовых автомобилей «Super Duty», выпускаемой с 1999 модельного года.
Модели:
- F-150: грузоподъёмность 1/2 тонны
- F-250: грузоподъёмность 3/4 тонны
- F-350: грузоподъёмность 1 тонна
- F-Super Duty: грузоподъёмность 1 тонна

## Девятое поколение
В 1992 году произошло очередное обновление платформы 1982 года. Опять же изменения коснулись внешнего вида, основные из которых были
направлены на увеличение аэродинамики. Теперь по дизайну F-серия напоминала модели Ranger и Explorer. SuperCab модели этого поколения
отличаются единственным боковым (вместо двойного) окном для задних мест. В 1994 году обновление впервые добавило подушки безопасности на
F-серию. В том же году автомобили средней грузоподъёмности получили обновление экстерьера после 1980 года, интегрированные сигналы
поворота и решётку. Бездействующий с 1987 года кузов типа FlareSide вернулся в 1992 году. Но вместо традиционной задней части такого типа,
новая была заимствована от модели F-350 со спаренными задними колёсами. В 1993 году Ford представил SVT Lightning, приводимую в
движение модифицированным 5,4л V8 и изменённой подвеской, модель продавалась до 1995 года.
.
Начиная с 1994 года девятое поколение официально поставлялся в Россию.

## Десятое поколение
Десятое поколение Ford F-Series представляет собой линейку пикапов производства компании Ford с 1995 по 2004 год; он был продан из модельных лет с 1997 по 2004 год.

## Двенадцатое поколение
Это поколение Ford f-150 получило обновлённую переднюю часть. Также машины этого поколения имели модификацию Raptor . Raptor — это спортивная модификация Ford F-150 . Первое поколение Ford Raptor имело V8 объёмом 6.2 литра который выдавал 411 лошадиных сил

## Тринадцатое поколение
На Детройтском автосалоне 2013 года Ford показал прообраз пикапа F-150 следующего поколения — концепт Atlas. Кроме изменённой внешности новое семейство грузовиков Ford получит экономичные моторы семейства EcoBoost, элементы активной аэродинамики и функциональные приспособления. Так же с 2015 года кузов Ford F-series начал изготовляться из прочных алюминиевых сплавов, что значительно повлияло на вес и грузоподъёмность автомобиля. Вслед за F-150 в 2017 алюминиевые кузова получили так же тяжёлые пикапы серии Super Duty F-250/350/450. Серийный пикап был показан в Детройте в 2014 году.

### Рестайлинг (2017)
Спустя три года, на Детройтском автосалоне 2017 года пикап F-150 получил очередной этап обновлений: большую решётку радиатора, П-образную головную оптику, мультимедийную систему с 8-дюймовым сенсорным дисплеем, камеру, способную «видеть» все вокруг машины, и др. Для клиентов будет доступен пикап с несколькими вариантами кабины. Обновлённый пикап также сохранил преемственность в широком спектре устанавливаемых колёс от 17 до 22 дюймов. Диапазон размеров шин варьируется в широчайших рамках 245/70R17 — 275/45R22.

## Четырнадцатое поколение
Ford F-Series 14-го поколения был представлен в 2021 модельном году посредством трансляции интернет-презентации 25 июня 2020 года. Несмотря на сходство с 13-м поколением, каждая внешняя панель была переработана.
Силовые агрегаты включают 3,3-литровый V6, 2,7-литровый и 3,5-литровый EcoBoost twin-turbo V6, 5,0-литровый V8 и 3,0-литровый дизельный V6. Под маркой PowerBoost предлагалась опциональная гибридная бензиново-электрическая силовая установка, сочетающая электродвигатель с 3,5-литровым EcoBoost V6. Шестиступенчатая автоматическая коробка передач теперь отменена, все двигатели работают в паре с 10-ступенчатой автоматической коробкой передач. 5,0-литровый V8 получил систему дезактивации цилиндров, которая продается как технология двигателя с переменным рабочим объемом, похожая на Active Fuel Management от GM и Multi-Displacement System от Chrysler.
Наряду с внешними аэродинамическими усовершенствованиями, изменения в интерьере включали складывающиеся передние сиденья и более крупные сенсорные экраны (включая цифровую приборную панель); в качестве опции предлагалась система помощи водителю Active Drive Assist .
В январе 2021 года был анонсирован новый F-150 Raptor с высокопроизводительной версией двигателя V6 EcoBoost объемом 3,5 л.
Полностью электрическая версия F-150 была представлена 19 мая 2021 года под названием Ford F-150 Lightning.
Для модельного ряда 2024 года F-150 получил обновление в середине цикла с пересмотренными решетками радиатора, задними фонарями и фарами. Теперь стандартными для всех моделей являются ЖК-панель приборов, 12-дюймовая сенсорная информационно-развлекательная система и светодиодные фары. Среди механических изменений — 3,3-литровый V6 и SuperCab с 8-футовым кузовом, которые были изъяты из линейки, а также полный привод, который стал стандартным для комплектаций Lariat и выше, SuperCrew с 6,5-футовым кузовом и моделей PowerBoost. Комплектация Limited становится пакетом «Platinum Plus» для комплектации Platinum.

## Специальные модели

### SVT Lightning

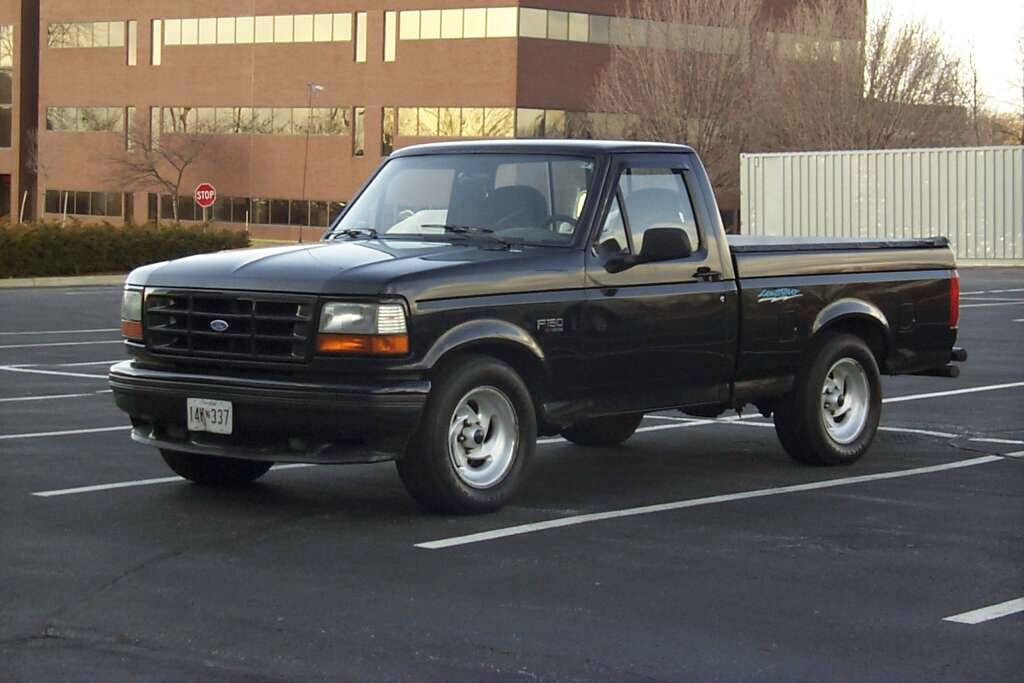
1993 Ford SVT Lightning

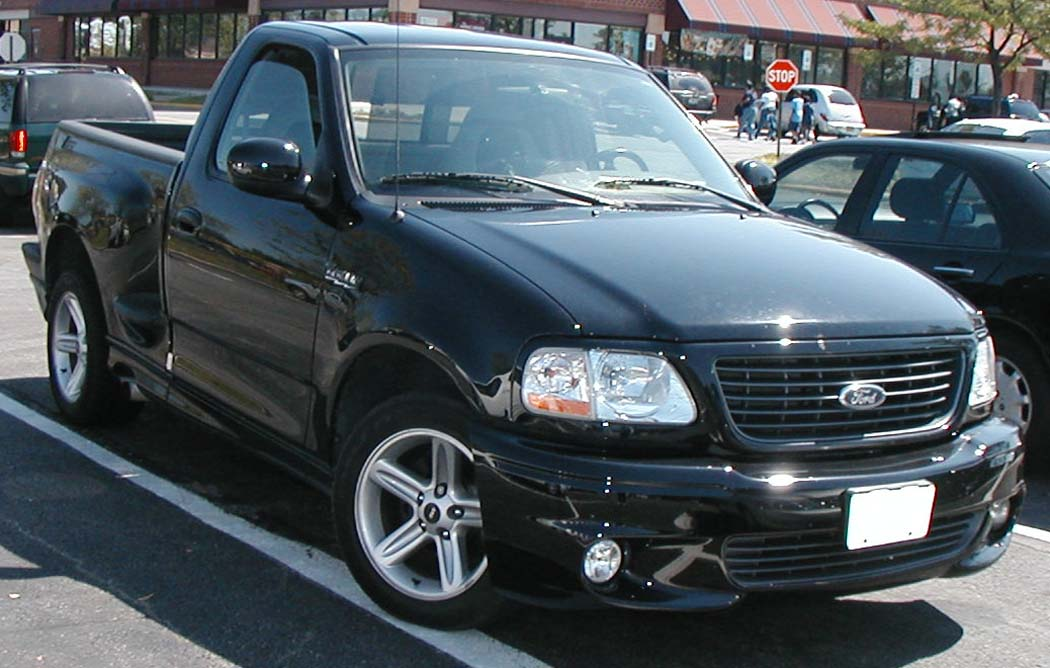
Second-generation Ford SVT Lightning

Ford F-150 SVT Lightning оснащается 5,8-литровым двигателем Windsor V8 мощностью 240 л. с., доработанный спортивным подразделением Ford.

### SVT Raptor

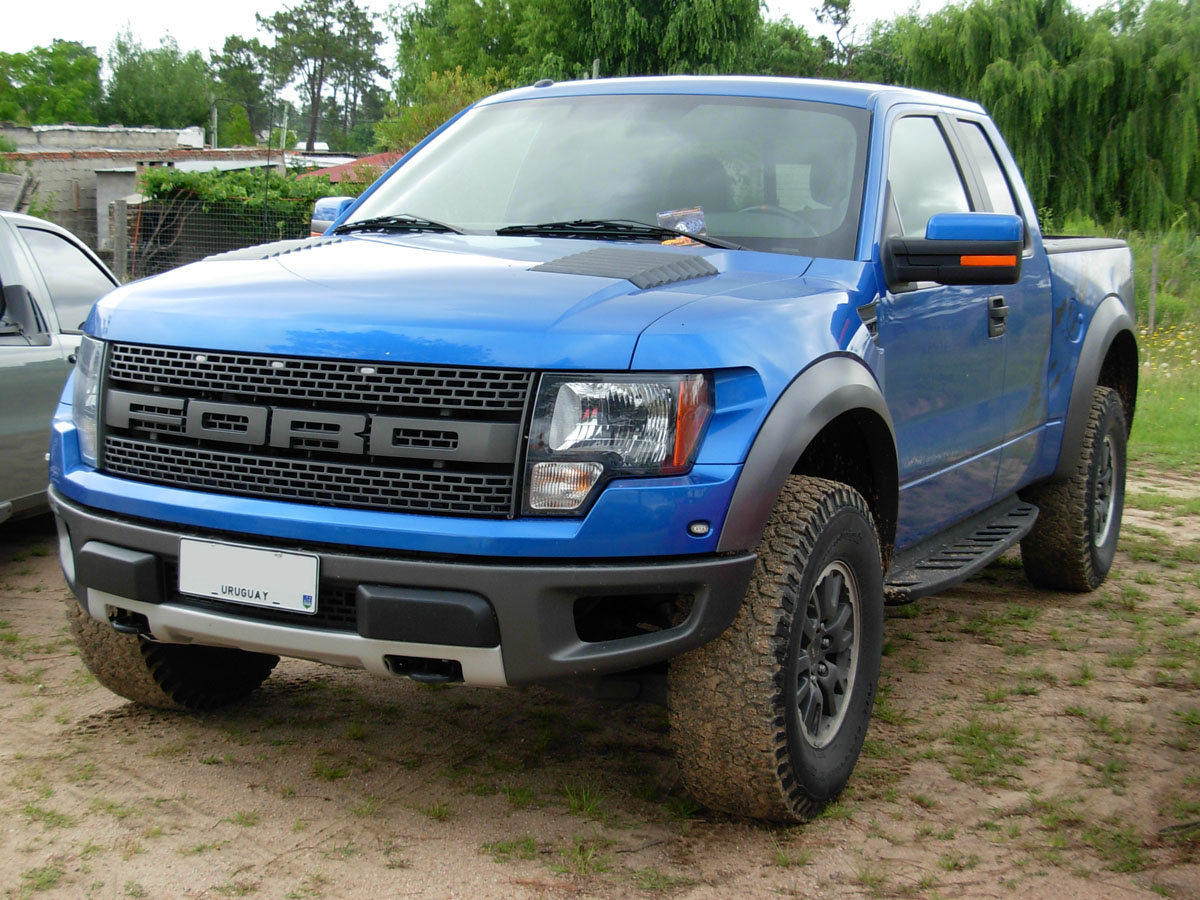
F-150 SVT Raptor

### F-150 Platinum

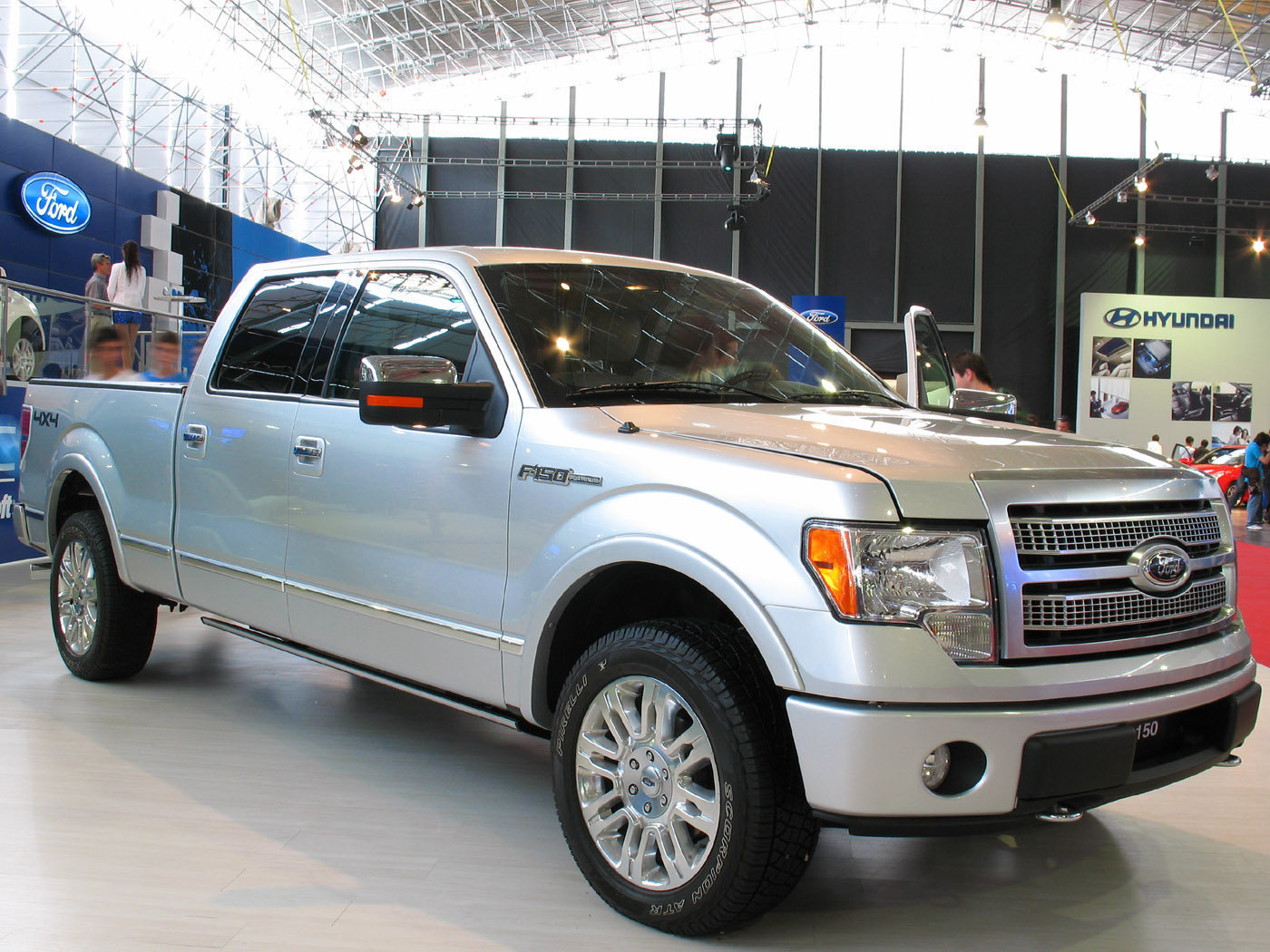
Ford F-150 Platinum

## Продажи
| Год  | США     | Канада        | Всего   |
| ---- | ------- | ------------- | ------- |
| 1997 | 746,111 |               |         |
| 1998 | 836,629 |               |         |
| 1999 | 869,001 |               |         |
| 2000 | 876,716 |               |         |
| 2001 | 911,597 |               |         |
| 2002 | 813,701 |               |         |
| 2003 | 845,586 |               |         |
| 2004 | 939,511 |               |         |
| 2005 | 901,463 |               |         |
| 2006 | 796,039 |               |         |
| 2007 | 690,589 |               |         |
| 2008 | 515,513 |               |         |
| 2009 | 413,625 |               |         |
| 2010 | 528,349 | 97,913        | 626,262 |
| 2011 | 584,917 |               |         |
| 2012 | 645,316 | свыше 100,000 |         |
| 2013 |         |               | 893 000 |
| 2014 | 753,851 | 126,277       | 906,071 |
| 2015 | 780,354 | 118,837       | 920,172 |